# División Mayor del Fútbol Profesional Colombiano
La División Mayor del Fútbol Profesional Colombiano (Dimayor) rassemble les clubs colombiens à statut professionnel soit les 18 clubs de la Liga Postobón, les 18 clubs du Torneo Postobón. Elle gère, sous l'autorité de la Fédération colombienne de football, les championnats de Colombie de première et deuxième division, la Superliga Colombiana ainsi que la Coupe de Colombie.